# 1,2-二氢苊
1,2-二氢苊（部分文献将其译作苊，或简称为二氢苊），是一种多環芳香烃，由萘和1和8位連接的乙烯橋組成。它是一種無色固體。煤焦油中含有約0.3%的1,2-二氢苊。
1,2-二氢苊一般从煤焦油中提取，氧化后将形成1,8-萘二甲酸酐和萘醌。

## 生產和反應
马塞兰·贝特洛首次從煤焦油中提取1,2-二氢苊。後來貝特洛和巴迪通過α-乙基萘的環化合成了該化合物。在工業上，它仍然是從煤焦油及其衍生物苊烯（和許多其他化合物）中獲得的。

## 用途
它被大規模用於製備萘二甲酸酐，它是染料和熒光增白劑的前體。萘二甲酸酐是苝四甲酸二酐的前體，是幾種商業顏料和染料的前體。